# 聖なるヤギ投げ

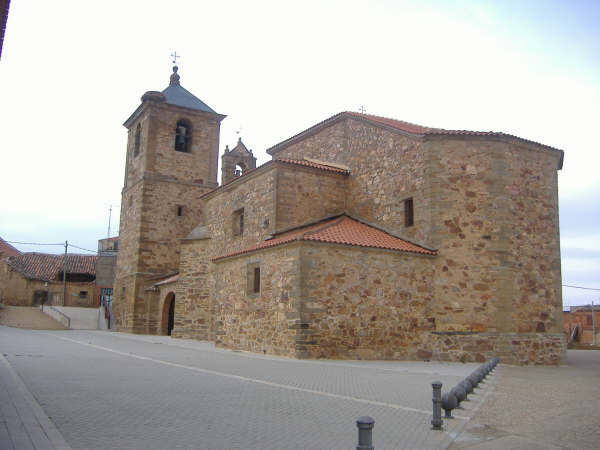
祭りが行われるマンガネセス・デ・ラ・ポルボローザの教会

聖なるヤギ投げ（せいなるヤギなげ、西: Lanzamiento de cabra desde campanario または Salto de la cabra）とは、スペイン・サモラ県のマンガネセス・デ・ラ・ポルボローザという村で、聖ヴィンセントを讃えて毎年6月に行われる慣習（フィエスタ）。その内容は、地元の教会の一番高いところ（50フィート (15 m) の高さ）から、生きたヤギを投げ落とし、地上で待機している村人たちがシーツでヤギを受け止めるというものである。
この慣習の起こりについては不明だが、一般に伝えられるところでは、1700年代、1匹のヤギが大胆にも教会に忍び込み、ハトのエサを横取りしようとするも神父に見つかり、パニックに陥ったヤギは駆け出し、教会の鐘楼から飛び降りたが、奇跡的に足をついて着地し、森へと走り去っていくという出来事があったという。その様子を見ていた村人たちが、この奇跡的な出来事に感動を覚え、ヤギを村の守護聖人と結び付けたといわれている。また別の伝説によると、ある神父が生活に困窮する家族のために乳を寄付させたヤギが、直後に教会の鐘楼から転落したが、下にいた貧しい村人たちが毛布でヤギを受け止め、奇跡的に命を救われたということである。
ヤギ投げは現代まで続いている祭であるが、生きたヤギを投げ落とすことに対して、2000年頃から動物愛護活動家らによる抗議の声が寄せられるようになり、現在では生きたヤギの使用は中止されている。以後、生きたヤギの代わりにヤギのぬいぐるみを投げ落とすようになっている。